# Stadio di Porto Said
Lo stadio di Porto Said (in arabo egiziano ستاد النادي المصري‎) era un impianto polisportivo della città egiziana di Porto Said. Aveva una capienza di 18.000 spettatori ed ospitava le partite interne dell'Al-Masry.

## Storia
Lo stadio fu inaugurato il 16 ottobre 1955. Lo stadio ha ospitato anche alcune partite di tornei svoltisi in Egitto, tra cui il Campionato mondiale FIFA U-17 del 1997, la Coppa d'Africa 2006, il torneo di calcio dei Giochi Panarabi 2007 e la Coppa del mondo FIFA U-20 2009.
Il 1º febbraio 2012, a seguito di una partita di campionato tra l'Al-Masry e l'Al-Ahly, lo stadio è stato teatro di violentissimi scontri tra la tifoseria di casa e quella ospite. La polizia si è dimostrata del tutto incapace di contenere gli scontri e di fermare le violenze. Negli incidenti sono morti 72 tifosi dell'Al-Ahly, oltre a un sostenitore dell'Al-Masry e a un agente di polizia, rendendola la tragedia più mortale nella storia dello sport egiziano. Alcune delle vittime sono state accoltellate e prese a bastonate, mentre altri sono stati scaraventati fuori dagli spalti o sono morti nella calca della folla mentre cercavano di fuggire attraverso un cancello dello stadio chiuso sul retro degli spalti. I feriti sono stati oltre 500.
In seguito alla strage del 2012, allo stadio non ha più ospitato alcuna partita ufficiale di calcio, con un'eccezione nel 2018, quando lo stadio ha ospitato tutte le partite casalinghe dell'Al-Masry nelle campagne della Coppa della Confederazione CAF durante le stagioni 2018 e 2018-19. L'ultima partita ufficiale ospitata dallo stadio è stata giocata il 15 dicembre 2018; una sconfitta per 2-0 contro la squadra burkinabè del Salitas.
Il 17 febbraio 2019 è stato annunciato che lo stadio sarebbe stato una delle sedi per ospitare la Coppa d'Africa 2019, ma il 13 marzo è stato rimpiazzato dallo stadio Al Salam del Cairo dopo la scoperta di un grave problema a una delle tribune principali dello stadio, che ha dovuto essere completamente demolita. In seguito è stata presa la decisione di demolire l'intero stadio e di costruirne uno nuovo nello stesso luogo.
Alla fine del 2019 lo stadio è stato chiuso per preparare il processo di demolizione, originariamente previsto per il 2020, ma rinviato a causa della pandemia di COVID-19. I lavori di demolizione stati completati a metà del 2022.